# Tabuaço
Tabuaço là một huyện thuộc tỉnh Viseu, Bồ Đào Nha. Huyện này có diện tích 134 km², dân số thời điểm năm 2001 là 6785 người.